# باشگاه فوتبال شمکر
باشگاه فوتبال شمکر (ترکی آذربایجانی: Şəmkir Futbol Klubu) یک باشگاه فوتبال در شهر شمکر است. ورزشگاه المپیک شمکر میزبان بازیهای این تیم است.